# Phương pháp Delphi
Phương pháp Delphi (/ˈdɛlfaɪ/ DEL-fy) là kỹ thuật thông tin liên lạc có cấu trúc, có nguồn gốc từ phương pháp dự đoán đối xứng và dự báo tương tác dựa trên bảng trả lời câu hỏi của các chuyên gia.
Trong phiên bản chuẩn, các chuyên gia tạo thành nhóm và trả lời bảng câu hỏi trong hai hoặc nhiều vòng hơn. Sau mỗi vòng, người hỗ trợ cung cấp một bản tóm tắt bất kỳ các dự đoán của các chuyên gia từ vòng trước cũng như lý do tại sao họ đưa ra để hỗ trợ cho lựa chọn của mình. Vì vậy, các chuyên gia được khuyến khích xem lại câu hỏi và cân nhắc phản hồi của thành viên khác trong bảng trả lời của mình. Người ta tin rằng thông qua quy trình này, vùng câu trả lời sẽ giảm xuống và nhóm chuyên gia sẽ tiệm cận đến câu hỏi đúng. Cuối cùng, quy trình kết thúc sau khi một tham số được định nghĩa trước dừng lại (ví dụ như số vòng, tính ổn định của kết quả, đạt được đồng thuận) và điểm trung bình ở vòng cuối cùng xác định kết quả.

## Ứng dụng

### Trong môi trường y tế
Phương pháp Delphi được sử dụng rộng rãi để giúp đi đến đồng thuận chuyên gia trong các vấn đề liên quan đến sức khỏe. Ví dụ, nó thường được áp dụng trong việc phát triển các khuyến cáo y khoa và quy trình.

#### Y tế công
Một vài ví dụ về ứng dụng phương pháp Delphi trong bối cảnh y tế công cộng bao gồm trong bệnh gan nhiễm mỡ không do rượu, các bệnh lý thiếu i-ốt,  vai trò của hệ thống y tế trong vấn đề nâng cao sức khỏe cho người sống chung với bệnh HIV, trên các chính sách và can thiệp nhằm giảm đánh bạc, trên vấn đề kiểm soát thuốc lá điện tử và trên các khuyến cáo để kết thúc đại dịch COVID-19.

#### Trình khuyến cáo
Sử dụng phương pháp Delphi để phát triển các bộ khuyến cáo cho việc trình bày các nghiên cứu sức khỏe là nên làm, nhất là cho các nhà phát triển có kinh nghiệm.

## Phần mềm
- Principles of Forecasting Lưu trữ ngày 30 tháng 8 năm 2007 tại Wayback Machine A free service to support Delphi forecasting and references are available on this site. However source code is not currently available.
- Institute for Futures Studies and Knowledge Management Lưu trữ ngày 10 tháng 12 năm 2012 tại archive.today Access to several free studies that illustrate the use of the Real-time Delphi method

## Nghiên cứu thêm
- von der Gracht, H. A./ Darkow, I.-L.: Scenarios for the Logistics Service Industry: A Delphi-based analysis for 2025. In: International Journal of Production Economics, Vol. 127, No. 1, 2010, 46-59. - A case for a scientificly robust Delphi-based scenario process
- Harold A. Linstone and Murray Turoff, Editors Linstone & Turoff (1975). The Delphi Method: Techniques and Applications: a heavily referenced work on this method with an extensive bibliography.
- Sackman, H. (1974), "Delphi Assessment: Expert Opinion, Forecasting and Group Process", R-1283-PR, April 1974. Brown, Thomas, "An Experiment in Probabilistic Forecasting", R-944-ARPA, 1972 - the first RAND paper.
- Bernice B. Brown (1968). "Delphi Process: A Methodology Used for the Elicitation of Opinions of Experts." Lưu trữ ngày 7 tháng 1 năm 2005 tại Wayback Machine: An earlier paper published by RAND (Document No: P-3925, 1968, 15 pages)